# Иман бинт Абдалла
Иман бинт Абдалла (араб. إيمان بنت عبد الله الثاني‎); род. 27 сентября 1996, Амман) — принцесса Иордании, старшая дочь короля Абдаллы II и королевы Рании.

## Биография

### Происхождение и образование
Иман бинт Абдалла родилась в семье короля Абдаллы II и королевы Рании 27 сентября 1996 года в Аммане. Её старший брат кронпринц Хусейн (род. 1994), также у неё есть младшая сестра, принцесса Сальма (род. 2000) и младший брат, принц Хашем (род. 2005).
В июне 2014 года Иман бинт Абдалла окончила школу в Международной академии Аммана, где была награждена как лучшая спортсменка своего класса. После окончания среднего образования продолжила свое образование в Джорджтаунском университете.

### Личная жизнь
В июле 2022 года стало известно о помолвке принцессы Иман с 28-летним венесуэльским бизнесменом Джамилем Александром Термиотисом, который является соучредителем Outbound Ventures, технологической инвестиционной фирмы в Нью-Йорке. Церемония бракосочетания состоялась 12 марта 2023 года во дворце Beit Al-Urdon Palace в Аммане. 16 февраля 2025 года у пары родилась дочь Амина.